# Urząd Hohe Elbgeest
Urząd Hohe Elbgeest (niem. Amt Hohe Elbgeest) – urząd w Niemczech w kraju związkowym Szlezwik-Holsztyn, w powiecie Herzogtum Lauenburg. Siedziba urzędu znajduje się w miejscowości Dassendorf.
W skład urzędu wchodzi dziesięć gmin oraz jeden obszar wolny administracyjnie (gemeindefreies Gebiet):
1. Aumühle
2. Börnsen
3. Dassendorf
4. Escheburg
5. Hamwarde
6. Hohenhorn
7. Kröppelshagen-Fahrendorf
8. Wiershop
9. Wohltorf
10. Worth
11. Sachsenwald – obszar wolny administracyjnie.